# بوب هوارد (محرر)
بوب هوارد (بالإنجليزية: Bob Howard)‏ هو محرر أسترالي، ولد في 27 سبتمبر 1936 في سيدني في أستراليا.